# Cadel Evans Great Ocean Road Race 2025
La 9e édition de la Cadel Evans Great Ocean Road Race a lieu le 2 février 2025, sur un parcours de 187,6 kilomètres autour de Geelong, dans l'État du Victoria en Australie. Elle fait partie du calendrier UCI World Tour 2025 en catégorie 1.UWT et constitue sa deuxième épreuve, une semaine après la fin du Tour Down Under.
Les éditions 2021 et 2022 avaient été annulées en raison de la pandémie de Covid-19.

## Présentation

### Parcours
Partant de Geelong, la course rejoint puis longe l'océan indien et le détroit de Bass en traversant la ville de Torquay pour revenir dans la ville de départ où se situe le circuit local. Les coureurs parcourent alors quatre fois ce circuit local long de 21 km et comprenant la côte de Challambra Crescent (1,3 km à une moyenne de 7,9 %) dont le dernier passage se situe à 9 kilomètres de l'arrivée.
Le parcours 2025 a été inversé dans le sens des aiguilles d’une montre, comme aux débuts de l’épreuve, avec des modifications permettant d’offrir davantage d’attaques décisives, avec la mise en place d'un nouveau passage par Moriac ou encore de la boucle autour des jardins botaniques.

### Déroulement de la course
Cette année, les conditions de course sont éprouvantes avec des températures atteignant les 41°C dans le final, avec un vent de face venant de la côte australienne.
Après une dizaine de kilomètres, l’Italien Andrea Raccagni (Soudal‑QuickStep) s’échappe en solitaire et maintient une avance maximale d’environ 7 min 45 s pendant plus de 110 km. Il passe plusieurs fois en tête de la côte de Challambra, mais finit par être repris peu après la première montée majeure. Le peloton s’organise ensuite, les équipes Red Bull-Bora-Hansgrohe, Lidl‑Trek, Team Picnic PostNL et Israel Premier Tech prennent la tête, accélèrent et réduisent progressivement l’écart. À environ 60 km de l’arrivée, une nouvelle échappée se constitue avec Pieter Serry (Quick‑Step) accompagné du jeune champion olympique de poursuite Oliver Bleddyn (Australia National Team), mais ils sont repris rapidement avant un autre regroupement dans lequel figurent Chris Harper (Jayco‑AlUla), Rudy Porter (Australia National Team), Connor Swift (Ineos) et Max Walker (EF). Leur avance culmine autour de 30 scondes. Dans le dernier circuit de Challambra, le peloton n’est plus que d’environ 35 coureurs. Harper lance une attaque décisive, creuse jusqu’à 31 secondes, puis est repris à environ 10 km de l’arrivée, juste avant le sommet du dernier passage de Challambra. À ce moment clé, les favoris hésitent, la poursuite s’embrouille. Javier Romo (Movistar) passe en tête sur la côte, puis c’est le champion de Suisse Mauro Schmid (Jayco‑AlUla) qui déclenche son attaque dans la descente, à environ 10 km de l’arrivée. Schmid garde entre 8 et 15 secondes d’avance, restant intraitable malgré l’effort. Le groupe de poursuite, composé des principales équipes, ne parvient pas à organiser un bon relais car personne ne veut sacrifier ses chances pour la poursuite collective. À l’arrivée, Mauro Schmid remporte la victoire en solo, avec Aaron Gate (XDS Astana) qui s’impose au sprint pour la 2ᵉ place, suivi du tenant du titre Laurence Pithie (Red Bull‑Bora-Hansgrohe).

### Équipes
14 équipes sont au départ de la course : 12 WorldTeams, 1 ProTeam et 1 équipe nationale. 
| WorldTeams (12)- Groupama-FDJ - EF Education-EasyPost - Team Jayco AlUla - Intermarché-Wanty - Red Bull-BORA-hansgrohe - Soudal Quick-Step - Cofidis - Movistar Team - Team Picnic-PostNL - Ineos Grenadiers - Lidl-Trek - XDS Astana Team ProTeam- Israel-Premier Tech Équipe nationale- Australie |
| |

## Classements

### Classement de la course
| \| Classement général \| Classement général \| Classement général \| Classement général \| Classement général \| \| Coureur \| Coureur \| Pays \| Équipe \| Temps \| \| ------------------ \| ------------------ \| ------------------ \| ----------------------- \| ------------------ \| \| 1er \| Mauro Schmid \| Suisse \| Team Jayco AlUla \| 4 h 26 min 07 s \| \| 2e \| Aaron Gate \| Nouvelle-Zélande \| XDS Astana Team \| + 3 s \| \| 3e \| Laurence Pithie \| Nouvelle-Zélande \| Red Bull-Bora-Hansgrohe \| + 3 s \| \| 4e \| Javier Romo \| Espagne \| Movistar Team \| + 3 s \| \| 5e \| Andrea Bagioli \| Italie \| Lidl-Trek \| + 3 s \| \| 6e \| Corbin Strong \| Nouvelle-Zélande \| Israel-Premier Tech \| + 3 s \| \| 7e \| Magnus Sheffield \| États-Unis \| Ineos Grenadiers \| + 3 s \| \| 8e \| Rémy Rochas \| France \| Groupama-FDJ \| + 3 s \| \| 9e \| Oscar Onley \| Royaume-Uni \| Team Picnic-PostNL \| + 3 s \| \| 10e \| Finn Fisher-Black \| Nouvelle-Zélande \| Red Bull-Bora-Hansgrohe \| + 8 s \| |                   |                  |                         |                 |
| |                   |                  |                         |                 |
| Source : ProCyclingStats |                   |                  |                         |                 |
| Classement général |                   |                  |                         |                 |
| Coureur | Coureur           | Pays             | Équipe                  | Temps           |
| 1er | Mauro Schmid      | Suisse           | Team Jayco AlUla        | 4 h 26 min 07 s |
| 2e | Aaron Gate        | Nouvelle-Zélande | XDS Astana Team         | + 3 s           |
| 3e | Laurence Pithie   | Nouvelle-Zélande | Red Bull-Bora-Hansgrohe | + 3 s           |
| 4e | Javier Romo       | Espagne          | Movistar Team           | + 3 s           |
| 5e | Andrea Bagioli    | Italie           | Lidl-Trek               | + 3 s           |
| 6e | Corbin Strong     | Nouvelle-Zélande | Israel-Premier Tech     | + 3 s           |
| 7e | Magnus Sheffield  | États-Unis       | Ineos Grenadiers        | + 3 s           |
| 8e | Rémy Rochas       | France           | Groupama-FDJ            | + 3 s           |
| 9e | Oscar Onley       | Royaume-Uni      | Team Picnic-PostNL      | + 3 s           |
| 10e | Finn Fisher-Black | Nouvelle-Zélande | Red Bull-Bora-Hansgrohe | + 8 s           |

### Classements UCI
La course attribue des points au Classement mondial UCI 2025 selon le barème suivant.
| Position           | 1er | 2e  | 3e  | 4e  | 5e  | 6e  | 7e | 8e | 9e | 10e | 11e | 12e | 13e | 14e | 15e à 20e | 21e à 30e | 31e à 50e | 51e à 55e | 56e à 60e |
| Classement général | 300 | 250 | 215 | 175 | 120 | 115 | 95 | 75 | 60 | 50  | 40  | 35  | 30  | 25  | 20        | 12        | 5         | 2         | 1         |

## Liste des participants
| Red Bull-Bora-Hansgrohe RBH | Red Bull-Bora-Hansgrohe RBH | Red Bull-Bora-Hansgrohe RBH |
| --------------------------- | --------------------------- | --------------------------- |
| Num                         | Coureur                     | Pos                         |
| 1                           | Laurence Pithie (NZL)       | 3e                          |
| 2                           | Finn Fisher-Black (NZL)     | 10e                         |
| 3                           | Filip Maciejuk (POL)        | AB                          |
| 4                           | Ryan Mullen (IRL)           | AB                          |
| 5                           | Danny van Poppel (NED)      | 14e                         |
| 6                           | Sam Welsford (AUS)          | AB                          |
| 7                           | Ben Zwiehoff (GER)          | AB                          |

| Soudal Quick-Step SOQ | Soudal Quick-Step SOQ         | Soudal Quick-Step SOQ |
| --------------------- | ----------------------------- | --------------------- |
| Num                   | Coureur                       | Pos                   |
| 11                    | Pascal Eenkhoorn (NED)        | 20e                   |
| 12                    | Pieter Serry (BEL)            | 65e                   |
| 13                    | Andrea Raccagni Noviero (ITA) | AB                    |
| 14                    | Casper Pedersen (DEN)         | 43e                   |
| 15                    | Antoine Huby (FRA)            | 61e                   |
| 16                    | James Knox (GBR)              | AB                    |
| 17                    | Junior Lecerf (BEL)           | AB                    |

| Lidl-Trek LTK | Lidl-Trek LTK             | Lidl-Trek LTK |
| ------------- | ------------------------- | ------------- |
| Num           | Coureur                   | Pos           |
| 21            | Tim Torn Teutenberg (GER) | 13e           |
| 22            | Juan Pedro López (ESP)    | 62e           |
| 23            | Bauke Mollema (NED)       | 36e           |
| 24            | Jacopo Mosca (ITA)        | 58e           |
| 25            | Albert Philipsen          | AB            |
| 26            | Patrick Konrad (AUT)      | 18e           |
| 27            | Andrea Bagioli (ITA)      | 5e            |

| Ineos Grenadiers IGD | Ineos Grenadiers IGD     | Ineos Grenadiers IGD |
| -------------------- | ------------------------ | -------------------- |
| Num                  | Coureur                  | Pos                  |
| 31                   | Lucas Hamilton (AUS)     | 37e                  |
| 32                   | Michał Kwiatkowski (POL) | 25e                  |
| 33                   | Magnus Sheffield (USA)   | 7e                   |
| 34                   | Ben Swift (GBR)          | 52e                  |
| 35                   | Connor Swift (GBR)       | 35e                  |
| 36                   | Geraint Thomas (GBR)     | AB                   |
| 37                   | Samuel Watson (GBR)      | 60e                  |

| Groupama-FDJ GFC | Groupama-FDJ GFC        | Groupama-FDJ GFC |
| ---------------- | ----------------------- | ---------------- |
| Num              | Coureur                 | Pos              |
| 41               | Lewis Askey (GBR)       | 30e              |
| 42               | Sven Erik Bystrøm (NOR) | 51e              |
| 43               | Clément Davy (FRA)      | 38e              |
| 44               | Eddy Le Huitouze (FRA)  | AB               |
| 45               | Quentin Pacher (FRA)    | 24e              |
| 46               | Rémy Rochas (FRA)       | 8e               |
| 47               | Matthew Walls (GBR)     | AB               |

| Movistar Team MOV | Movistar Team MOV                | Movistar Team MOV |
| ----------------- | -------------------------------- | ----------------- |
| Num               | Coureur                          | Pos               |
| 51                | Carlos Canal (ESP)               | 21e               |
| 53                | Gregor Mühlberger (AUT)          | 39e               |
| 54                | Mathias Norsgaard (DEN)          | 56e               |
| 55                | Diego Pescador (COL)             | 46e               |
| 56                | Natnael Tesfatsion (ERI) (route) | 19e               |
| 57                | Javier Romo (ESP)                | 4e                |

| Team Jayco AlUla JAY | Team Jayco AlUla JAY         | Team Jayco AlUla JAY |
| -------------------- | ---------------------------- | -------------------- |
| Num                  | Coureur                      | Pos                  |
| 61                   | Luke Durbridge (AUS) (route) | AB                   |
| 62                   | Kelland O'Brien (AUS)        | 34e                  |
| 64                   | Mauro Schmid (SUI) (route)   | 1er                  |
| 65                   | Asbjørn Hellemose (DEN)      | AB                   |
| 66                   | Campbell Stewart (NZL)       | 67e                  |
| 67                   | Chris Harper (AUS)           | 27e                  |

| Intermarché-Wanty IWA | Intermarché-Wanty IWA    | Intermarché-Wanty IWA |
| --------------------- | ------------------------ | --------------------- |
| Num                   | Coureur                  | Pos                   |
| 71                    | Francesco Busatto (ITA)  | 17e                   |
| 72                    | Dries De Pooter (BEL)    | 29e                   |
| 73                    | Arne Marit (BEL)         | 40e                   |
| 74                    | Tom Paquot (BEL)         | AB                    |
| 75                    | Dion Smith (NZL)         | 31e                   |
| 76                    | Taco van der Hoorn (NED) | AB                    |
| 77                    | Georg Zimmermann (GER)   | 22e                   |

| Team Picnic-PostNL TPP | Team Picnic-PostNL TPP     | Team Picnic-PostNL TPP |
| ---------------------- | -------------------------- | ---------------------- |
| Num                    | Coureur                    | Pos                    |
| 81                     | Tobias Lund Andresen (DEN) | 15e                    |
| 82                     | Julius van den Berg (NED)  | 63e                    |
| 83                     | Patrick Eddy (AUS)         | 55e                    |
| 84                     | Alexander Edmondson (AUS)  | AB                     |
| 85                     | Gijs Leemreize (NED)       | 49e                    |
| 86                     | Bjoern Koerdt (GBR)        | 64e                    |
| 87                     | Oscar Onley (GBR)          | 9e                     |

| Cofidis COF | Cofidis COF          | Cofidis COF |
| ----------- | -------------------- | ----------- |
| Num         | Coureur              | Pos         |
| 91          | Bryan Coquard (FRA)  | 16e         |
| 92          | Jesús Herrada (ESP)  | 69e         |
| 93          | Ion Izagirre (ESP)   | 32e         |
| 94          | Nolann Mahoudo (FRA) | 57e         |
| 95          | Jan Maas (NED)       | 70e         |
| 96          | Paul Ourselin (FRA)  | 48e         |
| 97          | Alexis Renard (FRA)  | 41e         |

| XDS Astana Team XAT | XDS Astana Team XAT           | XDS Astana Team XAT |
| ------------------- | ----------------------------- | ------------------- |
| Num                 | Coureur                       | Pos                 |
| 101                 | Alberto Bettiol (ITA) (route) | AB                  |
| 102                 | Nicola Conci (ITA)            | 53e                 |
| 103                 | Aaron Gate (NZL)              | 2e                  |
| 105                 | Henok Mulubrhan (ERI)         | 23e                 |
| 106                 | Ide Schelling (NED)           | 54e                 |
| 107                 | Sergio Higuita (COL)          | AB                  |

| Israel-Premier Tech IPT | Israel-Premier Tech IPT     | Israel-Premier Tech IPT |
| ----------------------- | --------------------------- | ----------------------- |
| Num                     | Coureur                     | Pos                     |
| 111                     | George Bennett (NZL)        | 28e                     |
| 112                     | Simon Clarke (AUS)          | 50e                     |
| 113                     | Pier-André Côté (CAN)       | 45e                     |
| 114                     | Nick Schultz (AUS)          | AB                      |
| 115                     | Corbin Strong (NZL)         | 6e                      |
| 116                     | Stephen Williams (GBR)      | 66e                     |
| 117                     | Michael Woods (CAN) (route) | 12e                     |

| EF Education-EasyPost EFE | EF Education-EasyPost EFE | EF Education-EasyPost EFE |
| ------------------------- | ------------------------- | ------------------------- |
| Num                       | Coureur                   | Pos                       |
| 121                       | Esteban Chaves (COL)      | 11e                       |
| 123                       | Lukas Nerurkar (GBR)      | 59e                       |
| 124                       | Jardi van der Lee (NED)   | AB                        |
| 125                       | Markel Beloki (ESP)       | AB                        |
| 126                       | Max Walker (GBR)          | 33e                       |
| 127                       | Alastair Mackellar (AUS)  | 68e                       |

| UniSA-Australia AUS | UniSA-Australia AUS   | UniSA-Australia AUS |
| ------------------- | --------------------- | ------------------- |
| Num                 | Coureur               | Pos                 |
| 131                 | Cameron Scott (AUS)   | AB                  |
| 132                 | Zac Marriage (AUS)    | AB                  |
| 133                 | Fergus Browning (AUS) | AB                  |
| 134                 | Rudy Porter (AUS)     | 26e                 |
| 135                 | Oliver Bleddyn (AUS)  | 47e                 |
| 136                 | Liam Walsh (AUS)      | 44e                 |
| 137                 | Matthew Fox (AUS)     | 42e                 |

| Red Bull-Bora-Hansgrohe RBH | Red Bull-Bora-Hansgrohe RBH | Red Bull-Bora-Hansgrohe RBH |
| --------------------------- | --------------------------- | --------------------------- |
| Num                         | Coureur                     | Pos                         |
| 1                           | Laurence Pithie (NZL)       | 3e                          |
| 2                           | Finn Fisher-Black (NZL)     | 10e                         |
| 3                           | Filip Maciejuk (POL)        | AB                          |
| 4                           | Ryan Mullen (IRL)           | AB                          |
| 5                           | Danny van Poppel (NED)      | 14e                         |
| 6                           | Sam Welsford (AUS)          | AB                          |
| 7                           | Ben Zwiehoff (GER)          | AB                          |

| Soudal Quick-Step SOQ | Soudal Quick-Step SOQ         | Soudal Quick-Step SOQ |
| --------------------- | ----------------------------- | --------------------- |
| Num                   | Coureur                       | Pos                   |
| 11                    | Pascal Eenkhoorn (NED)        | 20e                   |
| 12                    | Pieter Serry (BEL)            | 65e                   |
| 13                    | Andrea Raccagni Noviero (ITA) | AB                    |
| 14                    | Casper Pedersen (DEN)         | 43e                   |
| 15                    | Antoine Huby (FRA)            | 61e                   |
| 16                    | James Knox (GBR)              | AB                    |
| 17                    | Junior Lecerf (BEL)           | AB                    |

| Lidl-Trek LTK | Lidl-Trek LTK             | Lidl-Trek LTK |
| ------------- | ------------------------- | ------------- |
| Num           | Coureur                   | Pos           |
| 21            | Tim Torn Teutenberg (GER) | 13e           |
| 22            | Juan Pedro López (ESP)    | 62e           |
| 23            | Bauke Mollema (NED)       | 36e           |
| 24            | Jacopo Mosca (ITA)        | 58e           |
| 25            | Albert Philipsen          | AB            |
| 26            | Patrick Konrad (AUT)      | 18e           |
| 27            | Andrea Bagioli (ITA)      | 5e            |

| Ineos Grenadiers IGD | Ineos Grenadiers IGD     | Ineos Grenadiers IGD |
| -------------------- | ------------------------ | -------------------- |
| Num                  | Coureur                  | Pos                  |
| 31                   | Lucas Hamilton (AUS)     | 37e                  |
| 32                   | Michał Kwiatkowski (POL) | 25e                  |
| 33                   | Magnus Sheffield (USA)   | 7e                   |
| 34                   | Ben Swift (GBR)          | 52e                  |
| 35                   | Connor Swift (GBR)       | 35e                  |
| 36                   | Geraint Thomas (GBR)     | AB                   |
| 37                   | Samuel Watson (GBR)      | 60e                  |

| Groupama-FDJ GFC | Groupama-FDJ GFC        | Groupama-FDJ GFC |
| ---------------- | ----------------------- | ---------------- |
| Num              | Coureur                 | Pos              |
| 41               | Lewis Askey (GBR)       | 30e              |
| 42               | Sven Erik Bystrøm (NOR) | 51e              |
| 43               | Clément Davy (FRA)      | 38e              |
| 44               | Eddy Le Huitouze (FRA)  | AB               |
| 45               | Quentin Pacher (FRA)    | 24e              |
| 46               | Rémy Rochas (FRA)       | 8e               |
| 47               | Matthew Walls (GBR)     | AB               |

| Movistar Team MOV | Movistar Team MOV                | Movistar Team MOV |
| ----------------- | -------------------------------- | ----------------- |
| Num               | Coureur                          | Pos               |
| 51                | Carlos Canal (ESP)               | 21e               |
| 53                | Gregor Mühlberger (AUT)          | 39e               |
| 54                | Mathias Norsgaard (DEN)          | 56e               |
| 55                | Diego Pescador (COL)             | 46e               |
| 56                | Natnael Tesfatsion (ERI) (route) | 19e               |
| 57                | Javier Romo (ESP)                | 4e                |

| Team Jayco AlUla JAY | Team Jayco AlUla JAY         | Team Jayco AlUla JAY |
| -------------------- | ---------------------------- | -------------------- |
| Num                  | Coureur                      | Pos                  |
| 61                   | Luke Durbridge (AUS) (route) | AB                   |
| 62                   | Kelland O'Brien (AUS)        | 34e                  |
| 64                   | Mauro Schmid (SUI) (route)   | 1er                  |
| 65                   | Asbjørn Hellemose (DEN)      | AB                   |
| 66                   | Campbell Stewart (NZL)       | 67e                  |
| 67                   | Chris Harper (AUS)           | 27e                  |

| Intermarché-Wanty IWA | Intermarché-Wanty IWA    | Intermarché-Wanty IWA |
| --------------------- | ------------------------ | --------------------- |
| Num                   | Coureur                  | Pos                   |
| 71                    | Francesco Busatto (ITA)  | 17e                   |
| 72                    | Dries De Pooter (BEL)    | 29e                   |
| 73                    | Arne Marit (BEL)         | 40e                   |
| 74                    | Tom Paquot (BEL)         | AB                    |
| 75                    | Dion Smith (NZL)         | 31e                   |
| 76                    | Taco van der Hoorn (NED) | AB                    |
| 77                    | Georg Zimmermann (GER)   | 22e                   |

| Team Picnic-PostNL TPP | Team Picnic-PostNL TPP     | Team Picnic-PostNL TPP |
| ---------------------- | -------------------------- | ---------------------- |
| Num                    | Coureur                    | Pos                    |
| 81                     | Tobias Lund Andresen (DEN) | 15e                    |
| 82                     | Julius van den Berg (NED)  | 63e                    |
| 83                     | Patrick Eddy (AUS)         | 55e                    |
| 84                     | Alexander Edmondson (AUS)  | AB                     |
| 85                     | Gijs Leemreize (NED)       | 49e                    |
| 86                     | Bjoern Koerdt (GBR)        | 64e                    |
| 87                     | Oscar Onley (GBR)          | 9e                     |

| Cofidis COF | Cofidis COF          | Cofidis COF |
| ----------- | -------------------- | ----------- |
| Num         | Coureur              | Pos         |
| 91          | Bryan Coquard (FRA)  | 16e         |
| 92          | Jesús Herrada (ESP)  | 69e         |
| 93          | Ion Izagirre (ESP)   | 32e         |
| 94          | Nolann Mahoudo (FRA) | 57e         |
| 95          | Jan Maas (NED)       | 70e         |
| 96          | Paul Ourselin (FRA)  | 48e         |
| 97          | Alexis Renard (FRA)  | 41e         |

| XDS Astana Team XAT | XDS Astana Team XAT           | XDS Astana Team XAT |
| ------------------- | ----------------------------- | ------------------- |
| Num                 | Coureur                       | Pos                 |
| 101                 | Alberto Bettiol (ITA) (route) | AB                  |
| 102                 | Nicola Conci (ITA)            | 53e                 |
| 103                 | Aaron Gate (NZL)              | 2e                  |
| 105                 | Henok Mulubrhan (ERI)         | 23e                 |
| 106                 | Ide Schelling (NED)           | 54e                 |
| 107                 | Sergio Higuita (COL)          | AB                  |

| Israel-Premier Tech IPT | Israel-Premier Tech IPT     | Israel-Premier Tech IPT |
| ----------------------- | --------------------------- | ----------------------- |
| Num                     | Coureur                     | Pos                     |
| 111                     | George Bennett (NZL)        | 28e                     |
| 112                     | Simon Clarke (AUS)          | 50e                     |
| 113                     | Pier-André Côté (CAN)       | 45e                     |
| 114                     | Nick Schultz (AUS)          | AB                      |
| 115                     | Corbin Strong (NZL)         | 6e                      |
| 116                     | Stephen Williams (GBR)      | 66e                     |
| 117                     | Michael Woods (CAN) (route) | 12e                     |

| EF Education-EasyPost EFE | EF Education-EasyPost EFE | EF Education-EasyPost EFE |
| ------------------------- | ------------------------- | ------------------------- |
| Num                       | Coureur                   | Pos                       |
| 121                       | Esteban Chaves (COL)      | 11e                       |
| 123                       | Lukas Nerurkar (GBR)      | 59e                       |
| 124                       | Jardi van der Lee (NED)   | AB                        |
| 125                       | Markel Beloki (ESP)       | AB                        |
| 126                       | Max Walker (GBR)          | 33e                       |
| 127                       | Alastair Mackellar (AUS)  | 68e                       |

| UniSA-Australia AUS | UniSA-Australia AUS   | UniSA-Australia AUS |
| ------------------- | --------------------- | ------------------- |
| Num                 | Coureur               | Pos                 |
| 131                 | Cameron Scott (AUS)   | AB                  |
| 132                 | Zac Marriage (AUS)    | AB                  |
| 133                 | Fergus Browning (AUS) | AB                  |
| 134                 | Rudy Porter (AUS)     | 26e                 |
| 135                 | Oliver Bleddyn (AUS)  | 47e                 |
| 136                 | Liam Walsh (AUS)      | 44e                 |
| 137                 | Matthew Fox (AUS)     | 42e                 |